# Дача Кичкине
Дача (дворец) Кичкине — здание в посёлке городского типа Курпаты, Крым.

## История
Великий князь Дмитрий Константинович приобрёл в марте 1912 года участок земли на Южном берегу Крыма для постройки небольшого дворца у самого берега моря. Он поручил своему управляющему делами А. В. Короченцеву приобрести у Ялтинского отделения Общества русских врачей небольшую дачу «Ай-Никола», расположенную на краю крутого берегового обрыва. Ранее она принадлежала известному артисту Императорских театров Н. Ф. Сазонову, а затем была куплена Обществом для расширения «Климатической колонии для слабых и болезненных детей». Этому крошечному имению, всего в 2 1/4 десятины (примерно 2.5 гектара), Дмитрий Константинович дал татарское название «Кичкине» — «маленький», «малютка».
С заказом на обустройство имения великий князь обратился к фирме братьев Н. Г., В. Г. и А. Г. Тарасовых, жителей Ялты, имевших в то время представительство в Санкт-Петербурге. Все три брата, окончившие Петербургский институт инженеров путей сообщения, в основном специализировались на строительстве железнодорожных сооружений, а Николай Георгиевич Тарасов с 1900 по 1912 годы был ялтинским городским архитектором.
В 1913 году в «Кичкине» уже поселилась и племянница Дмитрия Константиновича — Татьяна с мужем, грузинским князем Константином Александровичем Багратионом-Мухранским и маленьким сыном Теймуразом.
Известно, что вместе с княгиней Татьяной Багратион-Мухранской и её двумя детьми великий князь Дмитрий Константинович провел там декабрь 1916 и январь 1917 годов, вернувшись в Петроград перед самой Февральской революцией.
Уже к концу марта 1912 года Н. Г. Тарасов составил проект дворца в восточном стиле и смету на строительство и оборудование всех зданий в имении на общую сумму 125,8 тысяч рублей.
Руководство строительными работами в Кичкине взял на себя Василий Георгиевич Тарасов. По договору с Управлением делами великого князя, составленному 5 мая 1912 года, он обязался уже к октябрю построить домик для владельца имения, а остальной объем работ закончить к октябрю 1913 года (дворец, переход к домику Дмитрия Константиновича, кухню и гараж со службами, подпорные стены, дороги, заборы, ворота, водопровод, центральное водяное отопление и канализацию).
Третий из Тарасовых — Александр Георгиевич — подключился к работе уже на стадии убранства помещений дворца. В оформлении интерьеров использовались мотивы нескольких историческая стилей: «арабский» — в вестибюле, большой и малой столовых, Людовика XVI — в приемной, ампир — в большой гостиной. Эти залы отличались богатой лепкой с искусной орнаментацией, а стены комнат великого князя декорировались деревянными панелями с резьбой.
Поскольку к сроку, оговоренному с Тарасовыми, многое из запланированного оказалось недоделанным, Управление делами великого князя пригласило для скорейшего завершения работ в «Кичкине» известного ялтинского архитектора Л. Н. Шаповалова (автора проекта и строителя «Белой дачи» А. П. Чехова в Верхней Аутке). Ему, в частности, принадлежала заслуга в устройстве удобной и красиво оформленной мраморной лестницы-спуска к морю, а совместно с феодосийским скульптором Л. В. Коржиновским, архитектор завершил все работы по декорированию парадного входа и фасадов дворца лепными орнаментами в восточном вкусе.
К концу 1914 года окончательно сформировались небольшой парк и сад с цветочными клумбами, окружавший дворец. Садовники имения — А. Аул и П. Палицын — работали под руководством приглашенного из Императорского Никитского ботанического сада известного специалиста по субтропическим культурам Ф. Калайды. С учетом его рекомендаций прокладывались дорожки в парке, устраивались площадки и клумбы и подбирались деревья и красиво цветущие растения.
В советское время на объекте находился санаторий «Кичкинэ» Киевского военного округа. Его начальницей до своего ареста в 1937 году была комдив М. Ф. Сахновская. После Великой Отечественной войны санаторий преобразован в турбазу Киевского окружного дома офицеров «Кичкинэ». От турбазы имелась сеть пеших туристических маршрутов по горному Крыму. Проводилось присвоение звания Турист СССР. Туристы на базе размещались в комнатах и на верандах основного корпуса и в палатах летнего жилого павильона. Комнаты основного корпуса рассчитаны на 2, 4, 10 и 12 человек каждая, веранды – на 8, 10, 20 человек каждая. Комнаты павильона – на 4 человека каждая. На турбазе имелся пляж, танцевальная площадка, спортивный городок, летний широкоэкранный кинотеатр, библиотека. Работала турбаза круглогодично.

## Современное состояние
В 1986 году в скале, на которой стоит дворец, была прорублена живописная лестница с многочисленными беседками и гротами, её ступени ведут на собственный пляж.
В настоящее время дворец был отдан для реставрации инвестору, который создал в этом месте отель «Кичкинэ».

## Фотогалерея
- Мемориальная табличка
- Веранда и балкон над ней
- Вид на Ялту со смотровой площадки дворца